# FC 트리니티 즐린
FC 트리니티 즐린(Football Club Trinity Zlín)는 체코에 있는 즐린을 연고로 하는 축구 클럽이다. 이 팀은 1919년에 창단되었으며 체코의 축구팀 중 1부 리그에서 가장 많은 시즌을 보낸 팀이다.

## 역사
트리니티 즐린은 1919년에 창단되었으며, 1938년부터 1947년까지 1부 리그에서 활동하다가 승부 조작으로 리그에서 퇴출되었다. 1993년에 체코 리그가 출범하기 전까지 4시즌 동안 산발적으로 1부 리그에 참가하였다. 1996년에 2부 리그로 강등되기 전까지 1부 리그에서 3년을 보냈다. 2002년에 1부 리그로 승격한 후, 팀은 2003년과 2004년에 두 차례 리그에서 7위를 기록했고, 2007-08 시즌에는 8위를 기록했다.
2008-09 시즌을 앞두고, 팀은 16경기동안 9득점에 그치는 부진을 겪었다. 클럽은 시즌이 끝나면서 강등권 팀들과 싸우고 있었는데, 5승을 포함해 6경기동안 무패 행진을 이어갔다. 팀은 강등을 피하기 위해 바우미트 야블로네츠와의 시즌 마지막 경기에서 승리를 거두어야 했지만, 경기 시작 2분만에 실점하며 위태롭게 시작해 결국 전반전에만 5골을 실점하며 끌려가다가 결국 경기는 1-6으로 끝났고 62년만에 가장 큰 점수차로 패배하며, 7년 만에 1부 리그에서 강등되었다. 
즐린은 2010-11 시즌 2부 리그를 4연승으로 시작했고, 2011-12 시즌에는 MFK 카르비나에게 패하기 전까지 6경기 연속 무패행진으로 시즌을 시작했다. 하지만 리그 두 시즌 모두 시즌 초반의 좋은 폼을 계속해서 유지하지 못해 각각 11위와 10위를 기록했다. 2012-13 시즌을 앞두고 즐린은 구단명, 감독, 주장을 변경하였다. 알레시 케체크를 팀의 감독으로 영입하였고, 토마시 폴라치를 주장으로 선임하였다. 또한 테스코마와의 후원 계약이 종료하며 파스타브와 5년간 새로운 후원계약을 체결하였고, 구단명을 FC 파스타프 즐린으로 변경하였다. 2017년 5월, 즐린은 체코 컵을 우승하였고, 이후 2017-18년 UEFA 유로파리그 조별 리그에 진출하기도 하였다. 구단은 2022-23 시즌을 앞두고 트리니티 뱅크(TRINITY BANK)와 3년의 후원 계약을 체결하며 구단명을 FC 트리니티 즐린(FC Trinity Zlín)으로 변경하였다.

## 구단명 변천사
- 1919 – SK 즐린 (Sportovní klub Zlín)
- 1922 – SK 바타 즐린 (Sportovní klub Baťa Zlín)
- 1948 – SK 보토스트로이 I. 즐린 (Sportovní klub Botostroj I. Zlín)
- 1958 – TJ 고트발도프 (Tělovýchovná jednota Gottwaldov) – 스파르타크와 이스크라의 합병
- 1989 – SK 즐린 (Sportovní klub Zlín)
- 1990 – FC 스비트 즐린 (Football Club Svit Zlín, a.s.)
- 1996 – FC 즐린 (Football Club Zlín, a.s.)
- 1997 – FK 스비트 즐린 (Fotbalový klub Svit Zlín, a.s.)
- 2001 – FK 즐린 (Fotbalový klub Zlín, a.s.)
- 2002 – FC 테스코마 즐린 (Football Club Tescoma Zlín, a.s.)
- 2012 – FC 파스타프 즐린 (Football Club Fastav Zlín, a.s.)[2]
- 2022 – FC 트리니티 즐린 (Football Club Trinity Zlín, a.s.)[3]

## 수상
- 체코슬로바키아 컵/체코 컵
  - 우승: 1969–70, 2016–17
- 체코슬로바키아 슈퍼컵
  - 우승: 2017

## 선수 명단

### 현역
참고: FIFA 자격 규정에 따라 소속된 국가대표팀 국기를 표시합니다. 선수는 복수의 FIFA 비회원국 국적을 가지고 있을 수 있습니다.
| 번호 | 포지션 | 국적 | 이름                |
| ---- | ------ | ---- | ------------------- |
| 17   | GK     | 체코 | 스타니슬라브 도스탈 |
| 31   | DF     | 체코 | 루카스 바르토사크   |

| 번호 | 포지션 | 국적 | 이름 |
| ---- | ------ | ---- | ---- |

## 역대 감독
| 감독            | 임기        |
| --------------- | ----------- |
| 요제프 아다메츠 | 1994 ~ 1995 |